# Sarax rimosus
Sarax rimosus är en spindeldjursart som först beskrevs av Simon 1901.  Sarax rimosus ingår i släktet Sarax och familjen Charinidae. Inga underarter finns listade i Catalogue of Life.